# Гаролд Вест (веслувальник)
Гаролд Вест (англ. Harold West,  — ) — британський академічний веслувальник.
Срібний призер Олімпійських Ігор 1928 року в складі вісімки.